# Barracudinas
Barracudinas (Paralepididae) zijn een familie van straalvinnige vissen uit de orde van Draadzeilvissen (Aulopiformes).

## Geslachten
- Arctozenus T. N. Gill, 1864
- Dolichosudis Post, 1969
- Lestidiops C. L. Hubbs, 1916
- Lestidium C. H. Gilbert, 1905
- Lestrolepis Harry, 1953
- Macroparalepis E. M. Burton, 1934
- Magnisudis Harry, 1953
- Notolepis Dollo, 1908
- Paralepis G. Cuvier, 1816
- Stemonosudis Harry, 1951
- Sudis Rafinesque, 1810
- Uncisudis Maul, 1956